# 科佩克 (紐約州普查規定居民點)
科佩克（英語：Copake）是位於美國紐約州哥倫比亞縣的普查規定居民點。

## 人口
根據2020年美國人口普查的數據，科佩克的面積為3.20平方千米，皆為陸地。當地共有人口318人，而人口密度為每平方千米99.38人。